# 荒野の誓い (映画)
『荒野の誓い』（こうやのちかい、Hostiles）は、2017年のアメリカ合衆国の西部劇映画。監督はスコット・クーパー、出演はクリスチャン・ベール、ロザムンド・パイク、ウェス・ステュディなど。西部開拓時代が終焉を迎えた19世紀末のアメリカを舞台に、ネイティブアメリカンを激しく憎む軍人が、宿敵シャイアン族の首長とその家族を護送する旅を通じて、相互理解を深めていく姿を描いている。

## ストーリー
1892年、インディアン戦争の英雄で現在は看守を務めるジョー・ブロッカー大尉は、シャイアン族の族長イエロー・ホークとその家族をニューメキシコから部族の居留地があるモンタナへ護送する任務に就く。
道中、コマンチ族に家族を惨殺されたロザリーという女性を加えた一行に、互いの協力なしでは生き延びることができない危機的状況が次々と振りかかってくる。

## キャスト
ジョセフ・J・“ジョー”・ブロッカー大尉
演 - クリスチャン・ベール、日本語吹替 - 宮内敦士
現在は看守だが、かつてはインディアン戦争で功績を上げた軍人。先住民の言葉を話せることやモンタナへの道に詳しいことでイエロー・ホークの護衛に任命される。過去にイエロー・ホークに友人や仲間を殺されたことで憎しみを抱いている。愛読書は「ジュリアス・シーザー」。
ロザリー・クウェイド
演 - ロザムンド・パイク、日本語吹替 - 林真里花
コマンチ族に家族を殺された未亡人。護衛隊に保護され、同行する。
イエロー・ホーク首長（黄色いタカ）
演 - ウェス・ステュディ、日本語吹替 - 側見民雄
家族と共に7年間投獄されているシャイアン族の首長。癌に侵されており、故郷モンタナ州の聖地“熊の渓谷”での死を望んでいる。ブラック・ホークとリビング・ウーマンの父。
ルディ・キダー少尉
演 - ジェシー・プレモンス
陸軍士官学校卒。護衛隊の一員。
ブラック・ホーク（黒いタカ）
演 - アダム・ビーチ
イエロー・ホークの息子でエルク・ウーマンの夫。
トーマス・“トミー”・メッツ曹長
演 - ロリー・コクレーン、日本語吹替 - 廣田行生
ジョーの旧友。軍隊生活に疲れており、うつ病と診断された。護衛隊の一員。
ロス・マッカウアン中佐
演 - ピーター・マラン
コロラド州フォート・ウィンズローの司令官。ジョーに、ウィルスをフォート・ピアースでの裁判へ戻すための護送を依頼する。
サイラス・ラウンド
演 - スコット・ウィルソン
イエロー・ホークの先祖の土地の持ち主。
トミー・トーマス伍長
演 - ポール・アンダーソン
フォート・ウィンズローからウィルスの護送に同行する兵士。
フィリップ・デジャルダン二等兵
演 - ティモシー・シャラメ、日本語吹替 - 古沢勇人
フランス人。駐屯地に来たばかりだが護衛隊の一員に選ばれる。
チャールズ・ウィルス軍曹
演 - ベン・フォスター、日本語吹替 - 山内健嗣
インディアン一家を惨殺し、フォート・ピアースから脱走した囚人。
ヘンリー・ウッドソン伍長
演 - ジョナサン・メジャーズ、日本語吹替 - 小野寺悠貴
長年のジョーの部下。護衛隊の一員。
ロイス・トーラン大尉
演 - ジョン・ベンジャミン・ヒッキー
ジョーと共にフォート・ベリンジャーに駐留している軍人。
エルク・ウーマン（ヘラジカの女）
演 - クオリアンカ・キルヒャー
ブラック・ホークの妻。
リビング・ウーマン（生きる女）
演 - タナヤ・ビーティ
ブラック・ホークの妹。
エイブラハム・ビッグス大佐
演 - スティーヴン・ラング、日本語吹替 - 中博史
ジョーの上官。大統領命令により、ジョーにイエロー・ホークの護衛任務を与える。
ジェレマイア・ウィルクス
演 - ビル・キャンプ
ハーパーズ・ウィークリーの辺境特派員。
ウェスリー・クウェイド
演 - スコット・シェパード
ロザリーの夫。
マロイ軍曹
演 - ライアン・ビンガム
フォート・ウィンズローからウィルスの護送に同行する兵士。
ミニー・マッカウアン
演 - ロビン・マルコム
マッカウアン中佐の妻。
リトル・ベア（小さいクマ）
演 - Xavier Horsechief
ブラック・ホークとエルク・ウーマンの息子。

## 作品の評価
Rotten Tomatoesによれば、批評家の一致した見解は「『荒野の誓い』は見事なビジュアルとクリスチャン・ベールの堅実な中心的演技の恩恵を受けており、どちらもムラのあるストーリーを高みに上げるのに役立っている。」であり、220件の評論のうち高評価は70%にあたる155件で、平均点は10点満点中6.76点となっている。
Metacriticによれば、41件の評論のうち、高評価は23件、賛否混在は15件、低評価は3件で、平均点は100点満点中65点となっている。